# هيرمان جي. تيلمان جونيور
هيرمان جي. تيلمان جونيور (بالإنجليزية: Herman G. Tillman, Jr.)‏ هو ضابط أمريكي، ولد في 1 أبريل 1922 في بالتيمور في الولايات المتحدة، وتوفي في 19 فبراير 2012 في تشيستر في الولايات المتحدة بسبب خلل العضو.